# Silesia
 Silesia  is het eerste album van de Britse progressieve rock musicus Jakko M. Jakszyk. Het is het eerste album, maar hiervoor zijn wel al een aantal singles van Jakszyk uitgekomen.
Het album is geen succes door het failliet gaan van de platen maatschappij. Het album is in 1982 alleen in Italië. Duitsland en Nederland uitgebracht.

## Tracklist
1. I'll Stand On My Own - 2:52 (Jakko M. Jakszyk)
2. Grab What You Can (Bierz Co Możesz) - 5:18 (Jakko M. Jakszyk)
3. Something In The Mirror - 3:16 (Jakko M. Jakszyk)
4. If It Should Be Today - 4:04 (Jakko M. Jakszyk)
5. Straining Our Eyes - 5:06 (Jakko M. Jakszyk)
6. One More Time - 3:09 (Jakko M. Jakszyk)
7. This Is Me - 4:17 (Jakko M. Jakszyk)
8. Mills And Boone - 3:03 (Jakko M. Jakszyk)
9. Tell Me Where To Run To - 3:45 (Jakko M. Jakszyk)
10. Silesia - 1:19 (Jakko M. Jakszyk)
11. Ingmar Bergman On The Windowsill - 4:02 (Jakko M. Jakszyk)

## Bezetting
- Jakko M. Jakszyk: zang, gitaar